# بخش پری (شهرستان مورو، اوهایو)
بخش پری (به انگلیسی: Perry Township) یک منطقهٔ مسکونی در ایالات متحده آمریکا است که در شهرستان مورو، اوهایو واقع شده‌است.
 بخش پری ۵۴٫۲ کیلومتر مربع مساحت و ۱٬۹۴۲ نفر جمعیت دارد و ۴۰۷ متر بالاتر از سطح دریا واقع شده‌است.